# Höhlenstein
Höhlenstein (ita: Landro) ist ein Weiler im Gemeindegebiet von Toblach in Südtirol (Italien), nahe der Grenze zum Veneto, nordnordöstlich von Schluderbach. Es ist bekannt für seinen Blick auf die Drei Zinnen und für seine Festung.
Höhlenstein liegt im Höhlensteintal, einem Seitental des Pustertals, das hier einen wichtigen Verkehrsweg nach Cortina d’Ampezzo in der Provinz Belluno darstellt. Einen Kilometer südlich liegt der Dürrensee (Lago di Landro). Bei Höhlenstein mündet von Osten das Rienztal in das Höhlensteintal. Oberhalb des Rienztals stehen die Drei Zinnen, einer der bekanntesten Gebirgsstöcke der Dolomiten.
Im 19. Jahrhundert stand in Höhlenstein eine kleine Poststation, der einzige Pferdewechsel zwischen Toblach und Cortina. Als ab 1860 die Blüte des Alpinismus in den Dolomiten begann, entwickelte sich auch der Tourismus im Höhlensteintal. Als einziger Talort mit Blick auf die Nordwände der Drei Zinnen wurde Höhlenstein bald zu einem beliebten Ziel von Sommerfrischlern, bis Ende des 19. Jahrhunderts wurden hier zehn Hotels errichtet. Das größte, ein 1902 eröffnetes Luxushotel, wurde im Auftrag von Leopold II., dem König von Belgien erbaut.
1884 wurde nördlich der Siedlung mit dem Bau eines Festungswerks begonnen, das die damalige österreichisch-italienische Grenze sichern sollte. Das 1897 vollendete Werk war die erste aus Vollbeton errichtete Anlage ihrer Art im Gebirge. Ende Mai 1915, kurz nach dem Beginn des Krieges mit Italien, sprengte das österreichische Heer das Dorf, um dem Festungswerk eine frei Schusslinie nach Süden zu verschaffen, wo nur wenige hundert Meter entfernt die Frontlinie verlief. Später wurde die Befestigung von Höhlenstein von Italien als Teil des Südtiroler Alpenwalls ausgebaut.
Heute ist das Werk teilweise verfallen und überwuchert. Bis zu ihrer Stilllegung am 13. März 1962 befand sich in Höhlenstein eine Station der Dolomitenbahn. Heute stehen in Höhlenstein nur noch wenige Gebäude, darunter ein Hotel.

## Bilder

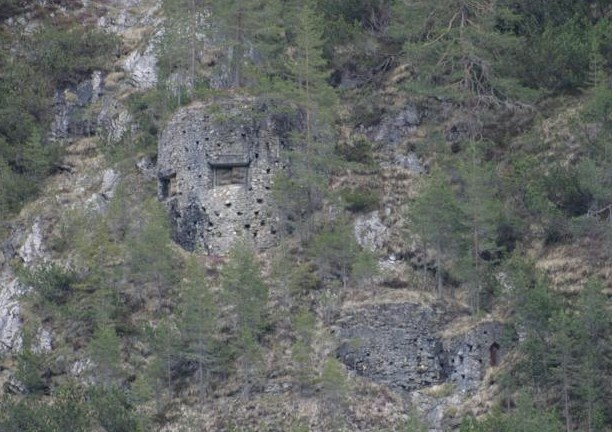
Nördlicher Teil des Werks Höhlenstein
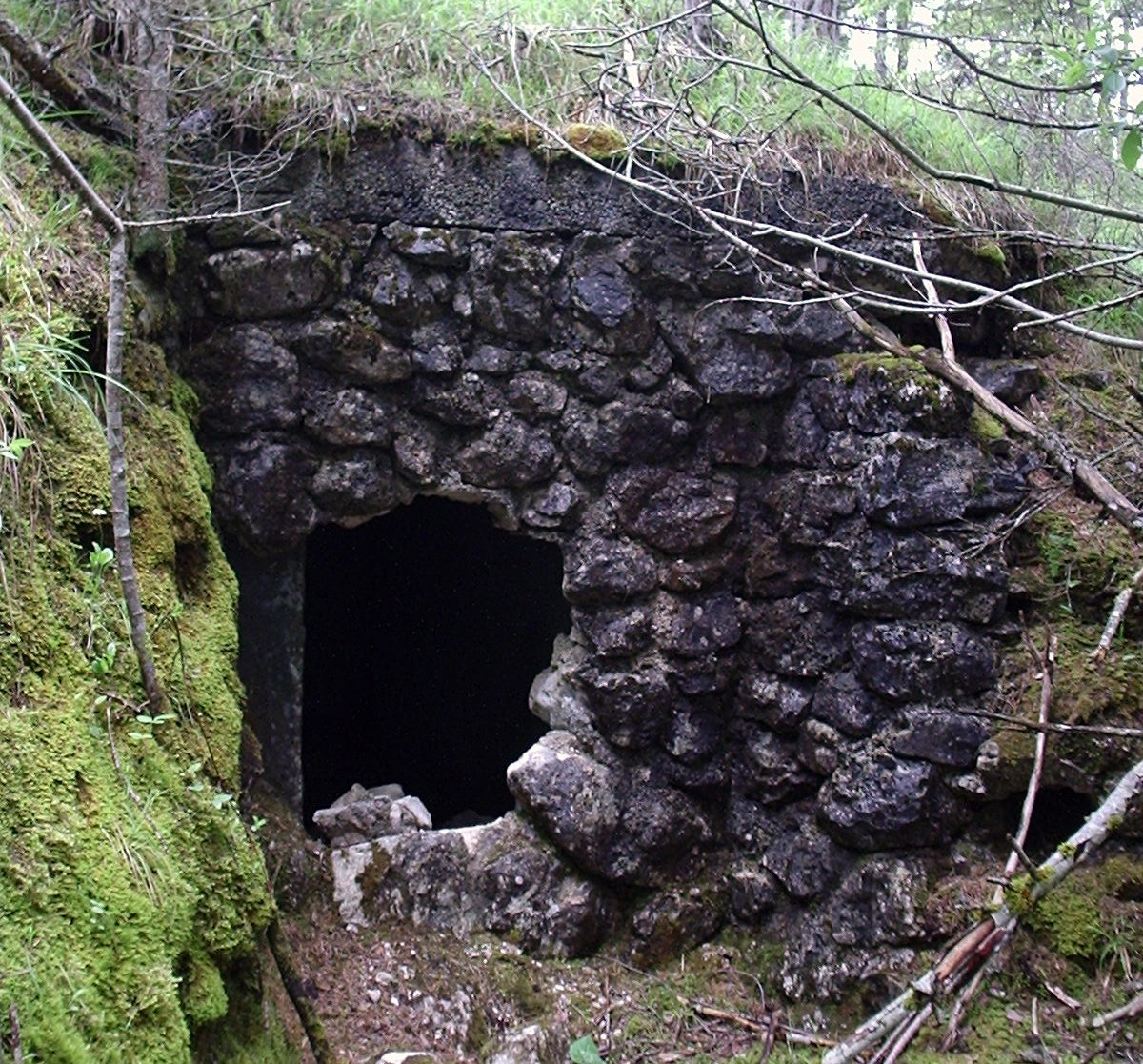
Werk Höhlenstein
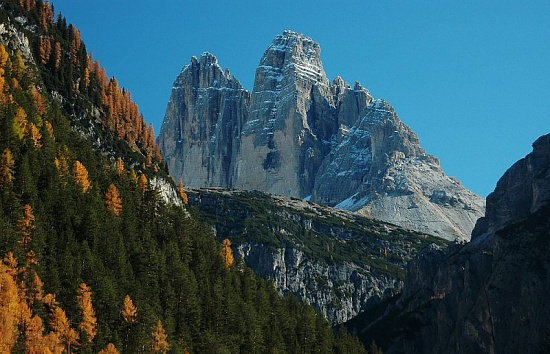
Der Blick zu den Drei Zinnen von Höhlenstein
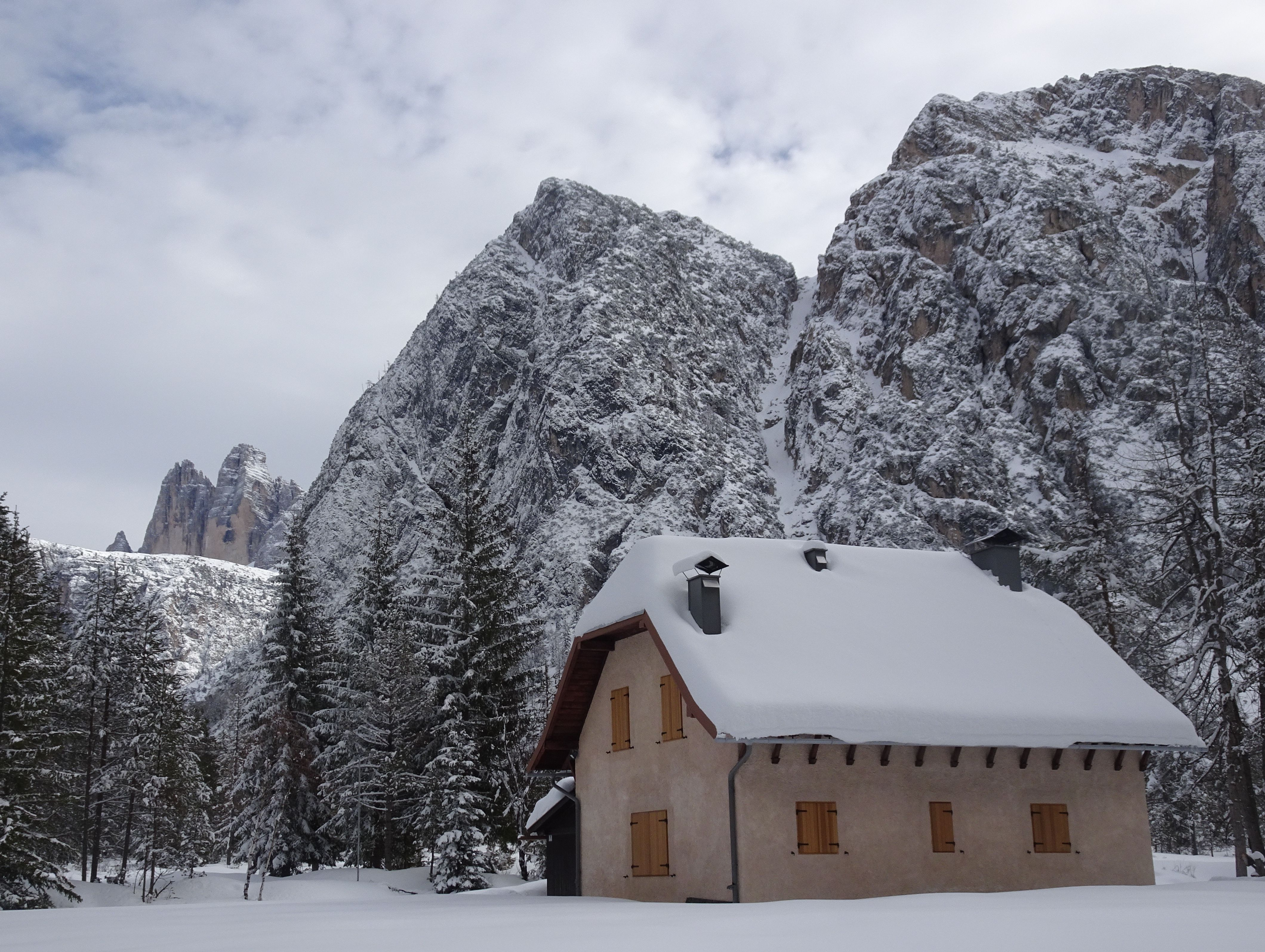
Ehemaliger Bahnhof